# S. Takács András
S. Takács András (Budapest, 1987. július 25.) Prima Primissima díjas magyar újságíró, dokumentumfilmes, televíziós műsorvezető, az On the Spot egyik alkotója.

## Élete, pályafutása
Ötgyerekes család középső gyermekeként született Budapesten.
11 éves volt, amikor első interjúit közölni kezdte az általános iskolákban terjesztett PestiEst Junior. Tizenévesen beszélgetett többek között Lázár Ervin íróval, Mika Häkkinen Forma 1-es világbajnokkal, Jancsó Miklós filmrendezővel.
Gimnazistaként Pálos Péter osztálytársával forgatta a New York-Budapest című dokumentumfilmet generációjuk "menni vagy maradni" dilemmájáról. A film bekerült a Magyar Filmszemle versenyprogramjába, az 54. Függetlenfilm Fesztiválon különdíjat kapott, végül a Hír Tv tűzte műsorra.
16 évesen gimnáziuma, a Közgazdasági Politechnikum gondozásában jelent meg első könyve, a Találkozás egy fiatalemberrel című interjúkötet. Élő legendákat hívott meg az iskolába, mint például Vitray Tamást vagy Szepesi Györgyöt. A gimnázium videostúdiójában rögzített beszélgetéseket levetítette a Duna TV.
Vitray Tamás Morzsabál című tárcakötetében elismerően írt a 16 éves S. Takács interjújáról, és arra biztatta, hogy jelentkezzen a Színház- és Filmművészeti Egyetem televíziós szakára. Vitray évekkel később egy interjúban azt nyilatkozta, hogy csak S. Takács miatt maradt az egyetemen az utolsó négy évben.
A Színház- és Filmművészeti Egyetem mellett a New York-i Filmakadémián is tanult az NBC News digitális újságíró kurzusán. Első éves egyetemistaként gyakornok volt a BBC-nél és a CNN-nél, erről szóló vizsgafilmjét, A gyakornokot bemutatták a 40. Magyar Filmszemlén, ahol elismerő oklevélben részesült.
A Népszabadságnak évekig írt külsős szerzőként, leginkább az oktatási mellékletbe, ahol saját érettségijéről is tudósított, majd 2007-ben a lap címlapján egyetlen magyar újságíróként kérdezte a Budapestre látogató volt amerikai elnököt, Bill Clintont. Ugyanebben az évben, 20 évesen meginterjúvolta Stinget is, a beszélgetést a Magyar Televízió A szólás szabadsága című közéleti műsora vetítette le.
A Színház- és Filmművészeti Egyetemen Rangos Katalin és Fekete Ibolya osztályába járt, itt ismerkedett meg Cseke Eszterrel, akivel 2009-ben elindították az On The Spot című televíziós dokumentumfilm sorozatukat a Spektrum ismeretterjesztő csatornán. Az első három évben forgattak Bolíviában, Nepálban, Etiópiában, Iránban, Gázában, Mauritániában, a Maldív-szigeteken, Izraelben, Dél-Afrikában, a Fülöp-szigeteken, Malajziában, Egyiptomban, Indiában, Japánban, Francia Guyanán, Izraelben, Sri Lankán, az északi sarkkörön és Afganisztánban. Néha gengszterekkel beszélgettek johannesburgi gettókban, máskor mikrofonvégre kapták Evo Morales bolíviai elnököt és Ban Ki-mun ENSZ-főtitkárt.
S. Takács András Burmában interjút készített az akkor szabadult politikai fogollyal, U Win Tinnel, a "ritka és exkluzív" felvételeket a BBC is átvette. Egy szintén Burmában forgatott riportért Cseke Eszterrel közösen Strasbourgban 2011-ben Press Freedom Awardot vehetett át. Évekkel később Budapesten exkluzív interjút adott az On The Spotnak a közel két évtizedig házi őrizetben tartott burmai politikus, a Nobel-békedíjas Aun Szan Szu Kji is.
Az eddigi legnagyobb nemzetközi sikert az On The Spot: Harcosok mini-évad gázai filmje hozta S. Takácséknak, amely az 53. Monte-Carlói Televíziós Fesztiválon megnyerte a legjobb dokumentumfilmnek járó Arany Nimfát. A díjat harminc éve nem kapta meg magyar újságíró. A film megnyerte az Amerikai Dokumentumfilm Fesztivál legjobb külföldi rövidfilmnek járó díját és az 50. Chicagói Nemzetközi Filmfesztivál televíziós versenyének Arany Plakettjét is. Terjedelmes kritikát közölt a dokumentumfilmről a Financial Times is, amely zsigerinek és lenyűgözőnek nevezte az On The Spot munkáját.
A műsor Törzsek című évadában tradicionális törzseket kutattak fel Afrikától Pápuáig, a Diktátorok gyermekei sorozatban többek között Augusto Pinochet, Idi Amin és Fidel Castro gyermekeivel forgattak. 2015-ben került képernyőre az On The Spot: 9 hónap alatt a Föld körül, amelyben a születés apropóján járták körbe a világot. A sorozat fő kérdése az volt, hogyan és hova születnek az emberek a világon, Balitól Mexikóig, törzsi kunyhóban, háborús zónában, katasztrófa sújtotta övezetben, vallásos szülészeten, menekülttáborban vagy épp egy békés születésházban. Cseke Eszter és S. Takács András közös gyermeke 2015-ben született.
S. Takács András 2014-ben felkerült a Forbes magazin magyar kiadásának első sikerlistájára, amely a 30 legsikeresebb 30 alatti magyart mutatta be. Két évvel később már az amerikai Forbes magazin sikerlistáján szerepelt, mint a 30 legkiemelkedőbb 30 alatti európai médiaszemélyiségek egyike. Cseke Eszterrel együtt a 10 nemzetközileg legismertebb magyar közé választották a szintén a Forbes magazin által publikált Bridge Budapest toplistán, amely külföldi újságírók megkérdezésével rangsorolta az élő magyar hírességeket. A listán Rubik Ernő, Szabó István és Kertész Imre után következett az On The Spot kétfős stábja.

## Filmjei, műsorai
- Találkozás egy fiatalemberrel (2004)[7]
- Múltba nézők (2005)[40]
- New York-Budapest (2006)[4]
- A gyakornok – vizsgafilm (2007)[12]
- Walk With Wim – Cseke Eszter és S. Takács András első közös vizsgafilmje Wim Wenders filmrendezőről (2009)[41]
- On The Spot 1-3. évad (Spektrum TV, Duna TV 2009-től)[42]
- On The Spot 4. évad: Törzsek[43]
- On The Spot 5. évad: Harcosok[44]
- On The Spot 6. évad: Diktátorok gyermekei[45]
- On The Spot 7. évad: 9 hónap alatt a Föld körül[31]

## Díjai, elismerései
- Ifjúsági Sajtódíj (2002)
- Junior Prima díj (2008)
- Story Érték díj (2010)
- Blikk: Az Év Médiaszemélyisége közönségdíj (2011)[46]
- Európa Tanács & European Youth Press: Press Freedom Award (2011)[47]
- Voltfolió közönségdíj (2012)[48]
- Karlovy Vary-i Nemzetközi Filmfesztivál: A zsűri különdíja (2012)
- 53. Monte-Carlói Televíziós Fesztivál: Arany Nimfa-díj (2013)
- Kovácsi László-díj (2013)[49]
- Amerikai Dokumentumfilm Fesztivál: Legjobb Külföldi Rövidfilm díja (2014)[50]
- Joseph Pulitzer-emlékdíj (2014)[51]
- Prima Primissima díj (2014)[52]
- Highlights of Hungary közönségdíj (2014)[53]
- 50. Chicagói Nemzetközi Filmfesztivál televíziós versenye: Arany Plakett (2014)[27]
- 17. Moszkvai Detektívfilm Fesztivál: Civil Társadalom Különdíj (2015)[54]
- 51. Chicagói Nemzetközi Filmfesztivál televíziós versenye: Ezüst Plakett (2015)[55]
- 20. Montenegrói Nemzetközi TV Fesztivál: Arany Olíva díj (2015)[56]

## Kritikák
- Index: Magyar terroristák nyomában a Spektrum (2010. 04. 02.)
- Népszabadság: Na, milyen volt Afrika? (2010. 07. 15.)
- Magyar Nemzet: A kisöreg (2010. 08. 14.)
- Színes RTV: Nyitott szemmel és füllel (2011. 02. 17.)
- Mozgó Világ: Világnyi kazetta (2011. március)
- Magyar Nemzet: A fókuszban Panahi (2011. 03. 18.)
- Szeretlek Magyarország: Így kell ezt (2011. 10. 05.)
- Kortárs: Az intim tudósítás (2012. 08. 31.)
- Magyar Narancs: Egyszerűen kíváncsiak (2012 / 40. szám)
- Index: Apám, a diktátor (2014. 01. 29.)
- Magyar Nemzet: Gyilkos apám árnyékában Archiválva 2014. február 10-i dátummal a Wayback Machine-ben (2014. 01. 29.)
- Népszabadság: Szemtől szemig (2014. 01. 30.)
- Népszava: Érzelmi tagadásban Archiválva 2016. március 5-i dátummal a Wayback Machine-ben (2014. 02. 13.)
- Financial Times: Up Close and Visceral (2014. 03. 28.)
- Szabad Föld: Apu véreskezű gyilkos Archiválva 2015. szeptember 11-i dátummal a Wayback Machine-ben (2014. 04. 17.)
- Magyar szó: Diktátorok és gyermekeik (2014. 05. 23.)
- Élet és Irodalom: Végre! (LVIII. / 15. szám)
- Magyar Nemzet: Indiánok Brazília ellen Archiválva 2014. október 6-i dátummal a Wayback Machine-ben (2014. 07. 14.)
- Szabad Föld: Újabb tüdőlövés – vajon még hányat bír ki? Archiválva 2015. szeptember 11-i dátummal a Wayback Machine-ben (2014. 07. 21.)
- Comment:com: Menekültek tízezrei között kezdődik az On The Spot új évada (2015. 09. 14.)
- Élet és Irodalom: Néhány hónap élet (LIX. / 38. szám)
- Magyar Nemzet: A születés csodája az On The Spot új évadában Archiválva 2015. szeptember 29-i dátummal a Wayback Machine-ben (2015. 09. 28.)
- Szabad Föld: Ahova születünk Archiválva 2016. március 4-i dátummal a Wayback Machine-ben (2015. 11. 05.)